# Jan Puszka
Jan Puszka (ur. ok. 1400 w Krakowie, zm. przed 8 stycznia 1450) – profesor Akademii Krakowskiej, kanonik krakowski.

## Życiorys
Pochodził z krakowskiej rodziny mieszczańskiej, był synem Zygmunta. W 1417 zapisał się na Akademię Krakowską, w 1421 uzyskał stopień bakałarza, a w  grudniu 1423 magistra nauk wyzwolonych. W 1433 był dziekanem Wydziału Sztuk Wyzwolonych równocześnie studiując prawo, w 1434 występował już jako bakałarz dekretów. W semestrze zimowym 1434 został obrany rektorem Akademii, nie dokończył jednak swojej kadencji, o czym świadczy ponowny wybór rektora w styczniu 1435 ze względu na nieobecność Jana Puszki w Krakowie prawdopodobnie wyjechał na sobór w Bazylei. W 1436 uzyskał godność kanonika w katedrze wawelskiej za wstawiennictwem króla Władysława Jagiełły kanonię objął przez pełnomocnika. Stopień doktora dekretów uzyskał pomiędzy grudniem 1439 a sierpniem 1441. Następnie podjął studia teologiczne uzyskując tytuł bakałarza ok. 1443. W grudniu 1439 wystąpił po raz pierwszy jako kanonik kolegiaty św. Floriana na Kleparzu. Był zwolennikiem koncyliaryzmu. Na Akademii karierę zablokował mu konflikt z kapitułą kościoła św. Floriana w 1444 odmówiono mu wypłaty wynagrodzenia ponieważ nie prowadził wykładów ani na Wydziale Prawa, ani na Wydziale Teologicznym. W 1448 wyjechał do Rzymu z polecenia biskupa krakowskiego Zbigniewa Oleśnickiego w sprawie potwierdzenia nominacji kardynalskiej dla Oleśnickiego, misja jednak zakończyła się fiaskiem.  W 1449 powrócił do Polski, 8 października 1449 występuje jako świadek w dokumencie fundacji klasztoru Paulinów w Pińczowie. Jest to zarazem ostatnia wzmianka pisana o jego działalności.